# Општина Појана Тејулуј (Њамц)
Појана Тејулуј (рум. Poiana Teiului) општина је у Румунији у округу Њамц.
Oпштина се налази на надморској висини од 518 m.